# الاتحاد الشمالي لجوازات السفر

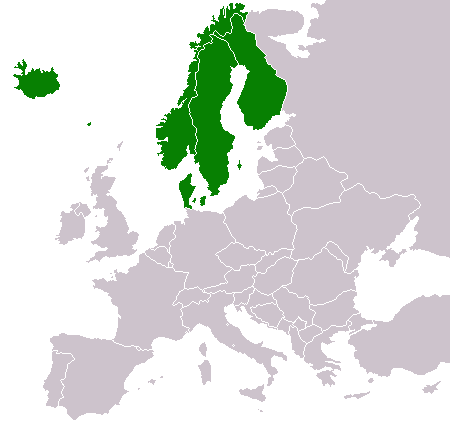
الدول التي تعمد القرار هي آيسلندا والنرويج والدنمارك وفنلندا والسويد

الاتحاد الشمالي لجوازات السفر تأسس سنة 1954و أصبح نافذا منذ 1 مايو 1958 يسمح لسكان الدول الشمالية (أوروبا) (الدنمارك و‌جزر فارو منذ 1966 و‌السويد و‌النرويج و‌فنلندا و‌آيسلندا مند 24 شتنبر 1965 لكن بدون جرينلاند و‌سفالبارد وجزر أخرى) بالتنقل داخل حدود بلدانهم بحرية تامة بدون جواز سفر. وأيضا يمكن لمواطني دول أخرى التنقل وسط الدول الشمالية بدون التحقق من جواز السفر لكن يجب أن تكون معهم وثيقة هوية.
مند 1996 دخلت هده الدول اتفاقية شينجن التي تتضمن 30 دولة في أوروبا (تم إلغاء نقاط المراقبة على طول الحدود ويكفي حمل وثيقة هوية تشير إلى جنسية الحامل الهوية).
مند 25 ماي 2001 تطبق اتفاقية شينجن داخل الدول الخمسة عدا جزر فارو. ما يميز الاتحاد الشمالي لجوازات السفر عن اتفاقية شينجن هو أن مواطني الدول الخمسة يستطيعون التنقل من دولة لأخرى والسكن أو الإقامة أو حتى التجنس دون أي تعقيدات.